# 克羅伊茨林根

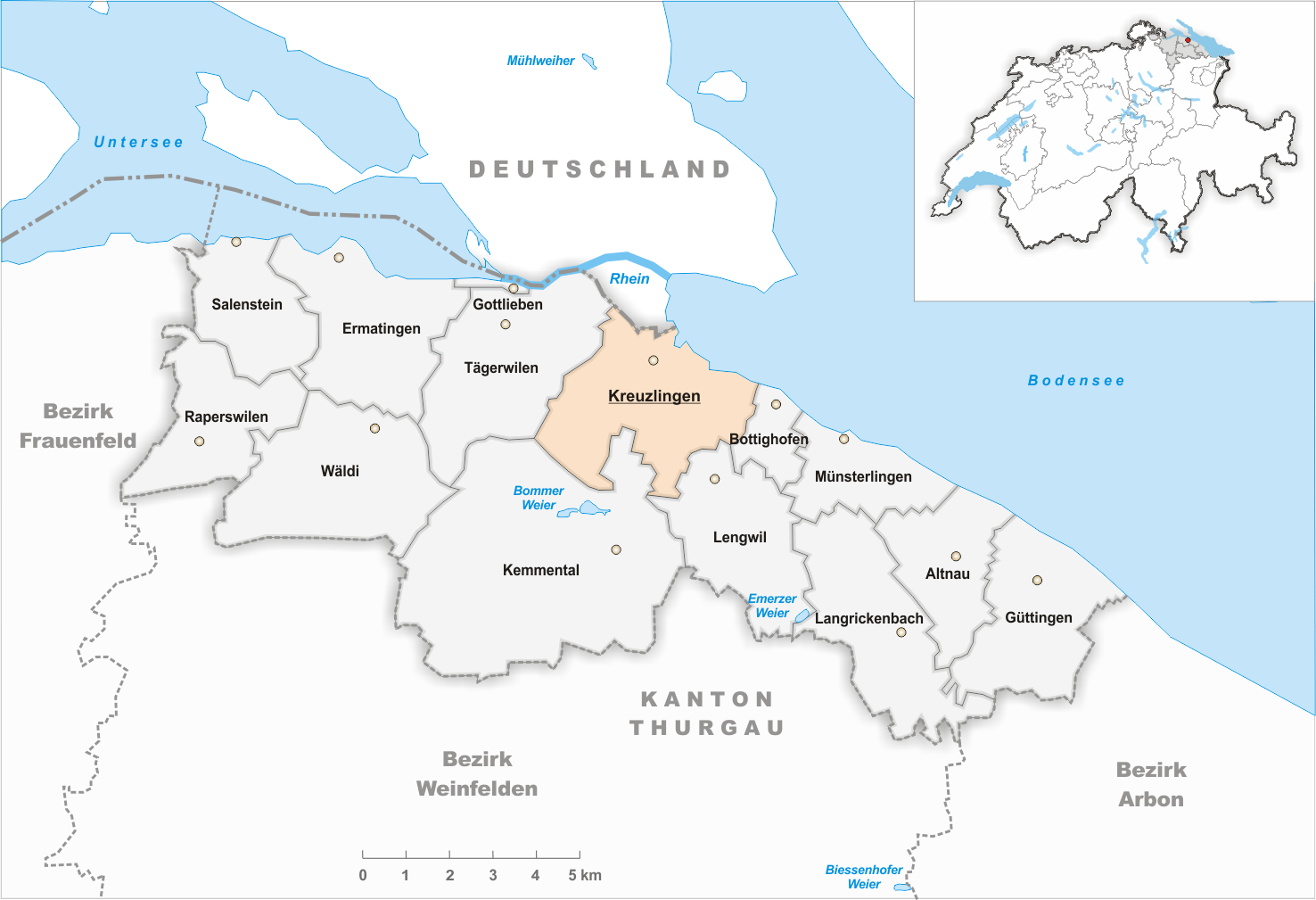
克罗伊茨林根市地图

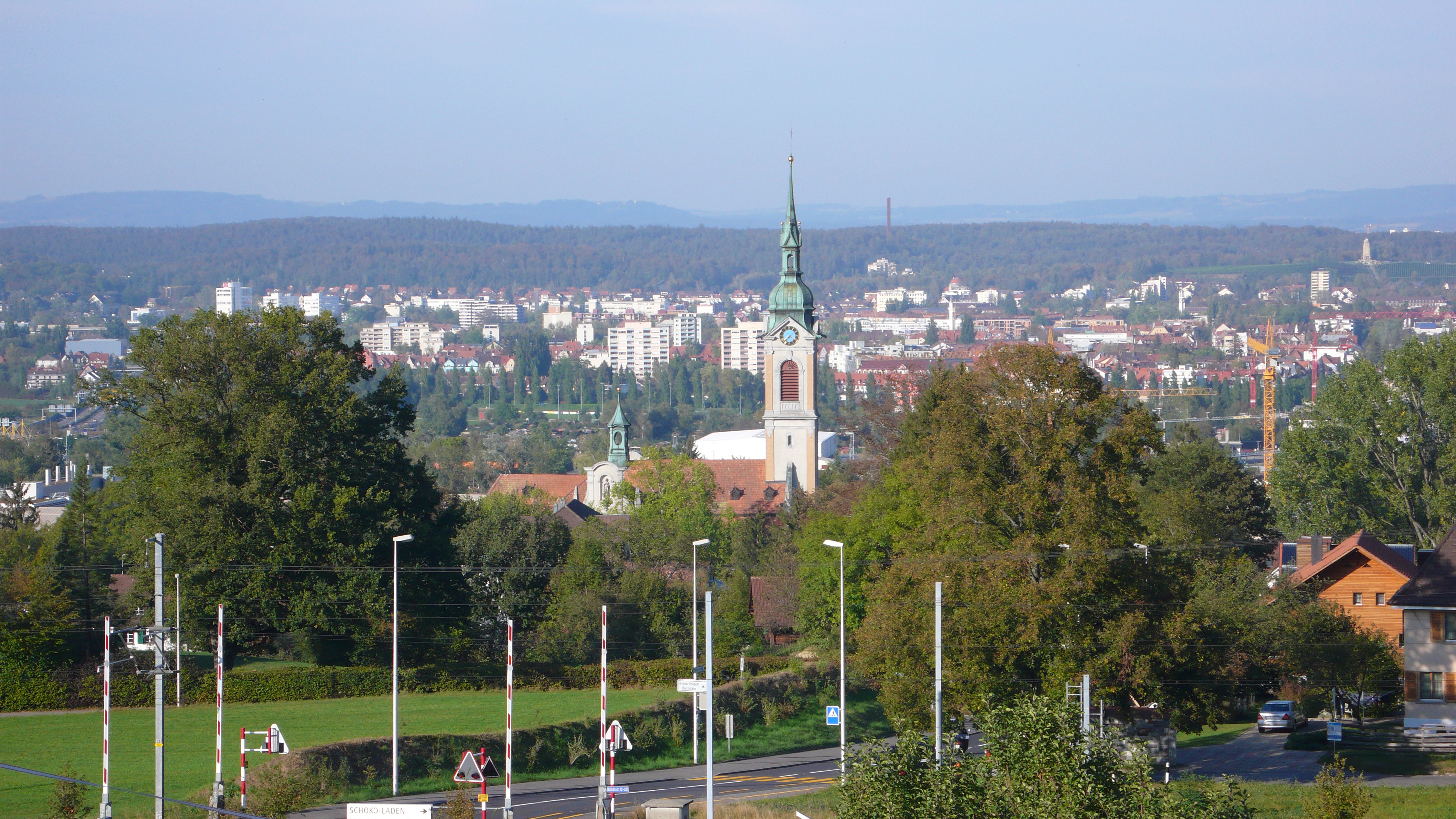
克罗伊茨林根市的圣斯特凡教堂，远处是德国和博登湖

克羅伊茨林根（德語：Kreuzlingen）是瑞士联邦的城镇，位於該國東北部，由圖爾高州負責管轄，面積11.49平方公里，海拔高度397米，2017年12月31日人口为21,537人，其中信奉羅馬天主教和基督教的居民各佔三成。

## 外部連結
- https://web.archive.org/web/20200106185359/https://www.kreuzlingen.ch/